# Tom Addison
Thomas Marion Addison (Lancaster, Carolina del Sur, 12 de abril de 1936 - Bluffton, 14 de junio de 2011) fue un exjugador estadounidense de fútbol americano que ocupaba la posición de linebacker en la American Football League —que se fusionaría posteriormente con la Liga Nacional de Fútbol o en inglés: National Football League—. Además, jugó fútbol americano universitario en la Universidad de Carolina del Sur, siendo reclutado por los Baltimore Colts en el Draft de la NFL de 1958 en la 141.ª posición de la duodécima ronda; en 1960 ficha por los Boston Patriots, donde militó hasta el año 1967.
Conformó el equipo All-League de Sporting News en 1963 y 1964, el AFL Eastern Division All-Star en 1961 y 1962, y el AFL All-Star durante cinco años consecutivos (entre 1960 y 1964).

## Estadísticas

### Temporada regular
|                                    |      |    |            |        |        |   |     |           | Puntos | Puntos | Intercepciones defensivas | Intercepciones defensivas | Intercepciones defensivas |
| Rk                                 | Año  | #  | Fecha      | Edad   | Equipo |   | Opp | Resultado | TD     | Pts    | Int                       | Yds                       | TD                        |
| ---------------------------------- | ---- | -- | ---------- | ------ | ------ | - | --- | --------- | ------ | ------ | ------------------------- | ------------------------- | ------------------------- |
| 1                                  | 1961 | 5  | 07-10-1961 | 25-178 | BOS    |   | SDG | D 27-38   | 0      | 0      | 1                         | 4                         | 0                         |
| 2                                  | 1961 | 11 | 17-11-1961 | 25-219 | BOS    |   | OAK | T 20-17   | 0      | 0      | 1                         | 0                         | 0                         |
| 3                                  | 1961 | 12 | 03-12-1961 | 25-235 | BOS    | @ | DEN | T 28-24   | 0      | 0      | 1                         | 10                        | 0                         |
| 4                                  | 1961 | 14 | 17-12-1961 | 25-249 | BOS    | @ | SDG | T 41-0    | 0      | 0      | 1                         | 3                         | 0                         |
|                                    |      |    |            |        |        |   |     |           |        |        |                           |                           |                           |
| 5                                  | 1962 | 4  | 06-10-1962 | 26-177 | BOS    | @ | NYT | T 43-14   | 1      | 6      | 1                         | 12                        | 1                         |
| 6                                  | 1962 | 6  | 19-10-1962 | 26-190 | BOS    |   | SDG | T 24-20   | 0      | 0      | 2                         | 16                        | 0                         |
| 7                                  | 1962 | 10 | 18-11-1962 | 26-220 | BOS    | @ | HOU | D 17-21   | 0      | 0      | 1                         | 4                         | 0                         |
| 8                                  | 1962 | 14 | 16-12-1962 | 26-248 | BOS    | @ | OAK | D 0-20    | 0      | 0      | 1                         | 10                        | 0                         |
|                                    |      |    |            |        |        |   |     |           |        |        |                           |                           |                           |
| 9                                  | 1963 | 2  | 14-09-1963 | 27-155 | BOS    | @ | SDG | D 13-17   | 0      | 0      | 1                         | 17                        | 0                         |
| 10                                 | 1963 | 4  | 29-09-1963 | 27-170 | BOS    | @ | DEN | D 10-14   | 0      | 0      | 1                         | 9                         | 0                         |
| 11                                 | 1963 | 9  | 01-11-1963 | 27-203 | BOS    |   | HOU | T 45-3    | 0      | 0      | 1                         | 0                         | 0                         |
| 12                                 | 1963 | 14 | 14-12-1963 | 27-246 | BOS    | @ | KAN | D 3-35    | 0      | 0      | 1                         | 1                         | 0                         |
|                                    |      |    |            |        |        |   |     |           |        |        |                           |                           |                           |
| 13                                 | 1964 | 8  | 31-10-1964 | 28-202 | BOS    | @ | NYJ | D 14-35   | 0      | 0      | 1                         | 0                         | 0                         |
| 14                                 | 1964 | 12 | 29-11-1964 | 28-231 | BOS    | @ | HOU | T 34-17   | 0      | 0      | 1                         | 4                         | 0                         |
|                                    |      |    |            |        |        |   |     |           |        |        |                           |                           |                           |
| 15                                 | 1965 | 8  | 31-10-1965 | 29-202 | BOS    | @ | SDG | T 22-6    | 0      | 0      | 1                         | 13                        | 0                         |
|                                    |      |    | 15 juegos  |        |        |   |     |           | 1      | 6      | 16                        | 103                       | 1                         |
| Fuente: pro-football-reference.com |      |    |            |        |        |   |     |           |        |        |                           |                           |                           |

### Eliminación directa(Playoffs)
| 1                                  | 1963 | 15 | 28-12-1963 | 27-260 | BOS | @ | BUF | T 26-8  |
| 2                                  | 1963 | 16 | 05-01-1964 | 27-268 | BOS | @ | SDG | D 10-51 |
|                                    |      |    | 2 juegos   |        |     |   |     |         |
| Fuente: pro-football-reference.com |      |    |            |        |     |   |     |         |